# Ge (narod)
Ge, narod iz skupine Mjao (Hmong), naseljen u provinciji Guizhou u Kini, osobito oko grada Chong'an. Sami sebe nazivaju Ge Mong, ali ih susjedni narodi nazivaju pod raznim imenima. Narod Hmu zove ih Gedou, Xi ih zovu Gewu a Mulao Jia Gedu. Od ostalih susjednih naroda razlikuju se po svojim običajima, jeziku i nošnji, te smatraj usebe posebnim narodom. Status manjine dobili su 1993.

## Jezik
Jezik naroda Ge, naziva se gejiahua (ge, gedou miao, keh-deo, getou, gedang, huadou miao), po nekima je dijalekt jezika chonganjiang hmong, što je upitno, pa se sumnja da bi mogao biti poseban jezik.

## Porijeklo
O porijeklu se zna malo. Postoje dvije teorije od kojih se jedna temelji na mitu. Prva je da su porijeklom od jednog Han vojnika i jedne prekrasne Mjao-djevojke. Zbog nerazumijevanja okoline morali su se odseliti iz obje sredine koje nisu odobravale njihovu vezu, a njihovi potomci su narod Ge. Drug teorija kaže da su porijeklpm od Zapadnih Mjao, koji su prije živjeli znatno zapadnije.

## Život i običaji
Ge su politeisti i animisti. Tipična ženska nošnja čuva spomen na na njihove praoce. Poznati su po proizvodnji batika.